# Operation Achilles
Operation Achilles var en NATO-ledd operation mot talibaner i Helmandprovinsen i Afghanistan, inledd den 6 mars 2007. Den slutade den 30 maj 2007  .